# St.-Wendelin-Statue (Bad Kissingen)

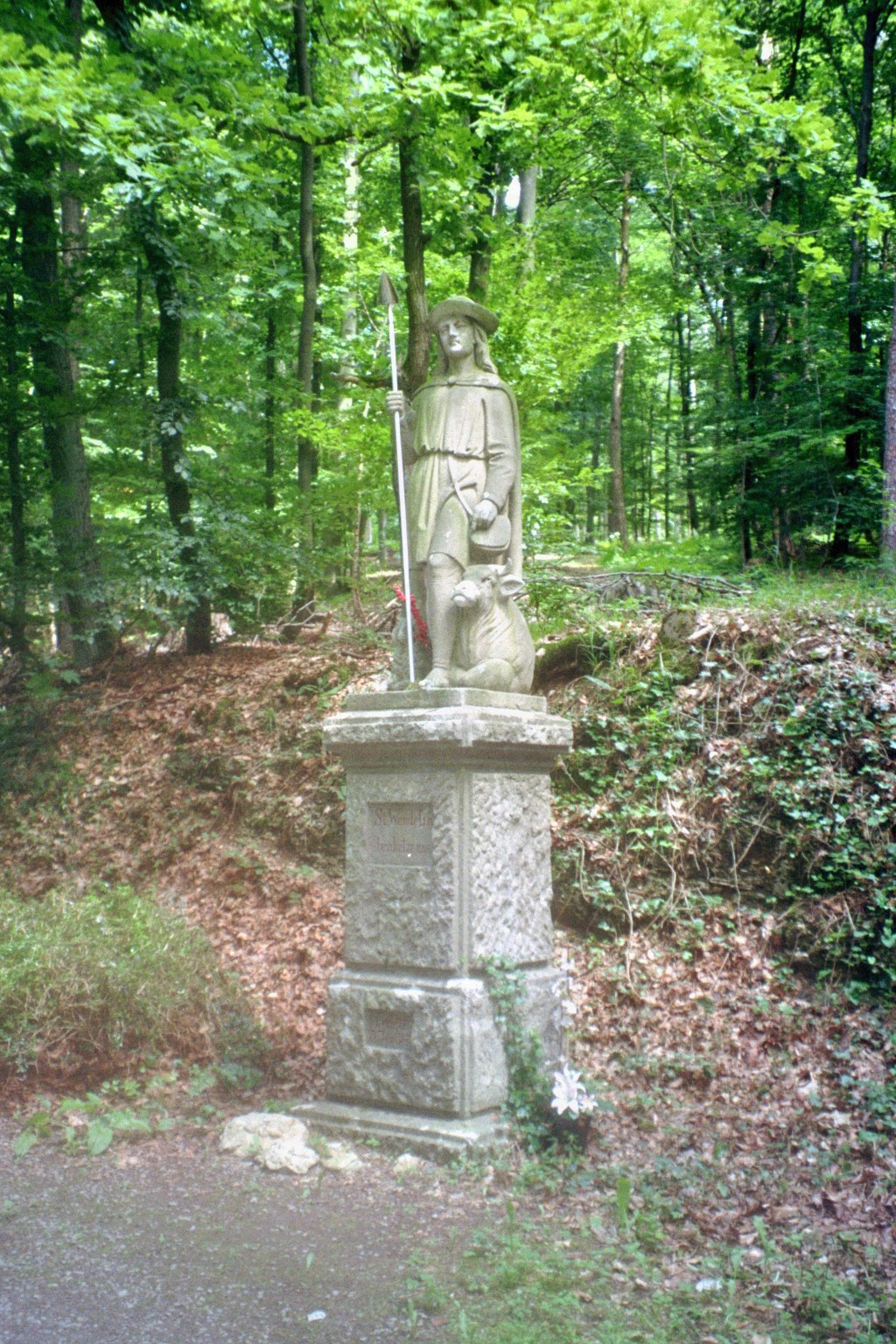
St.-Wendelin-Statue.

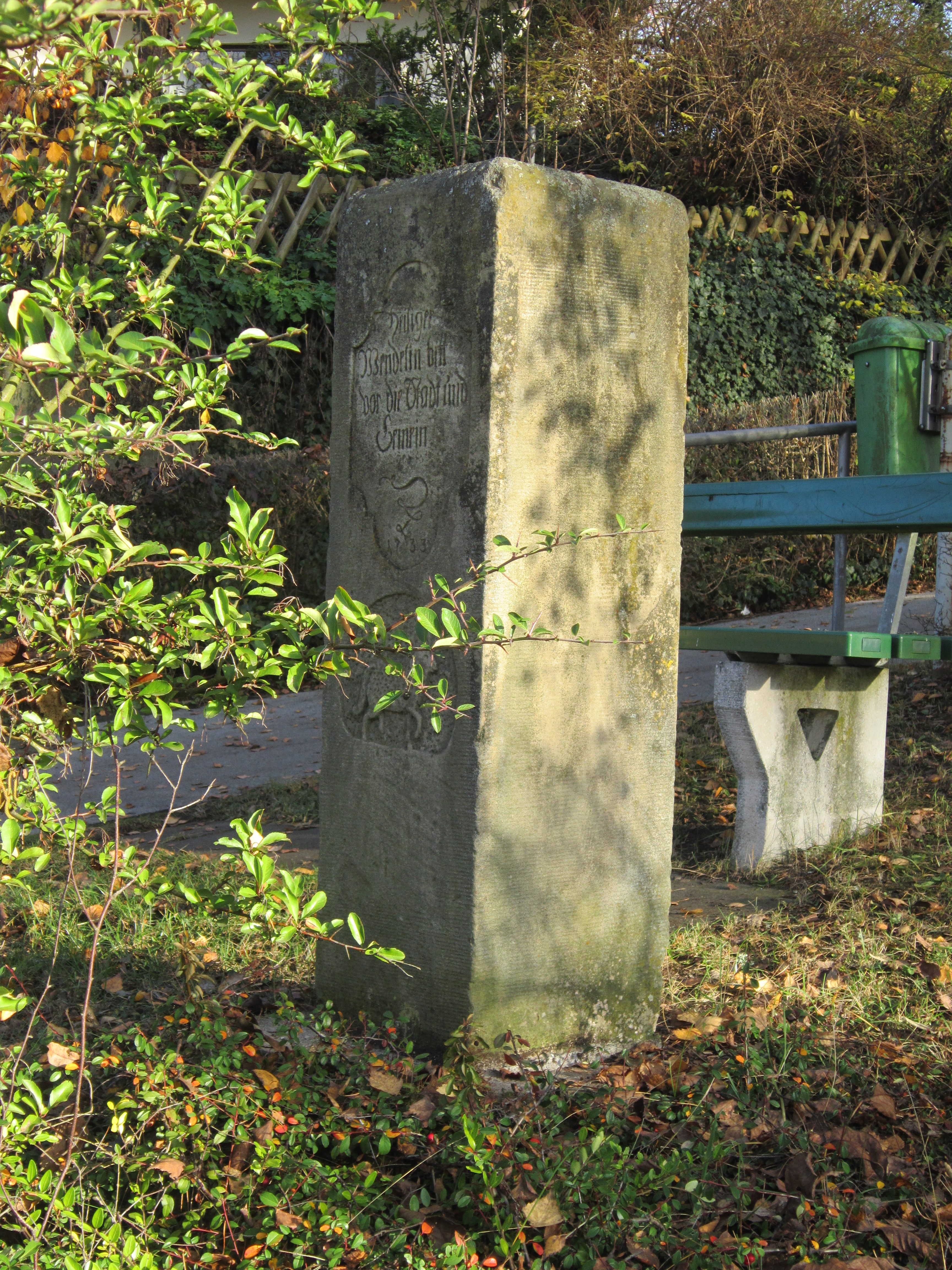
Der Wendelinusstein, das Vorgängerdenkmal der St.-Wendelin-Statue.

Die St.-Wendelin-Statue im bayerischen Kurort Bad Kissingen (Landkreis Bad Kissingen, Unterfranken) wurde von Bildhauer Valentin Weidner gefertigt und befindet sich im Areal Am Wendelini. Sie gehört zu den Bad Kissinger Baudenkmälern und ist unter der Nummer D-6-72-114-123 in der Bayerischen Denkmalliste registriert.

## Geschichte
Vor Aufstellung der jetzigen St.-Wendelin-Statue befand sich auf dem Areal Wendelinus auf dem  Bad Kissinger Osterberg nahe dem Stationsberg ein 1755 errichteter, dem Hl. Wendelin gewidmeter Gedenkstein mit der Aufschrift „Heiliger Wendelin bitt für Stadt und Gemein“, der sich ursprünglich an einem Viehmarkt an der Kreuzung von Kapellenstraße und Wendelinusstraße befand und später in die Bad Kissinger Ignatius-Taschner-Straße versetzt wurde.
Die heutige St.-Wendelin-Statue stammt von Bildhauer Valentin Weidner und wurde unter Berichterstattung der örtlichen „Saale-Zeitung“ vom 7. Juni 1883 nahe dem heutigen Ehrenfriedhof aufgestellt. An den Kosten für die Errichtung beteiligten sich, so die Zeitung, »in erster Linie die Mitglieder des hiesigen Viehversicherungsvereins und andere Freunde der Landwirtschaft«.
Im Jahr 1981 erfolgte eine Renovierung der St.-Wendelin-Statue sowie eine Versetzung um 40 Meter an ihren heutigen Standort.
Nach dem Diebstahl der originalen Schippe der Statue erhielt die Statue auf Anregung von Kreisheimatpfleger Werner Eberth eine neue Schippe, die sich nun schwerer entfernen lässt.